# Lista feldmarszałków niemieckich (III Rzesza)

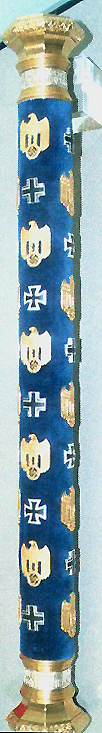
Laska marszałkowska von Richthofena (kopia)

Lista feldmarszałków niemieckich III Rzeszy
data nadania stopnia feldmarszałka – nazwisko i lata życia
- 20 kwietnia 1936 – Werner von Blomberg (1878–1946)
- 4 lutego 1938 – Hermann Göring (1893–1946)
- 19 lipca 1940 – Walther von Brauchitsch (1881–1948)
- 19 lipca 1940 – Albert Kesselring (1885–1960)
- 19 lipca 1940 – Wilhelm Keitel (1882–1946)
- 19 lipca 1940 – Günther von Kluge (1882–1944)
- 19 lipca 1940 – Wilhelm von Leeb (1876–1956)
- 19 lipca 1940 – Fedor von Bock (1880–1945)
- 19 lipca 1940 – Wilhelm List (1880–1971)
- 19 lipca 1940 – Erwin von Witzleben (1881–1944)
- 19 lipca 1940 – Walter von Reichenau (1884–1942)
- 19 lipca 1940 – Erhard Milch (1892–1972)
- 19 lipca 1940 – Hugo Sperrle (1885–1953)
- 19 lipca 1940 – Gerd von Rundstedt (1875–1953)
- 31 października 1940 – Eduard von Böhm-Ermolli (1856–1941)
- 22 czerwca 1942 – Erwin Rommel (1891–1944)
- 30 czerwca 1942 – Georg von Küchler (1881–1968)
- 1 lipca 1942 – Erich von Manstein (1887–1973)
- 31 stycznia 1943 – Friedrich Paulus (1890–1957)
- 1 lutego 1943 – Ewald von Kleist (1881–1954)
- 1 lutego 1943 – Maximilian von Weichs (1881–1954)
- 1 lutego 1943 – Ernst Busch (1885–1945)
- 16 lutego 1943 – Wolfram von Richthofen (1895–1945)
- 1 marca 1944 – Walter Model (1891–1945)
- 5 kwietnia 1945 – Ferdinand Schörner (1892–1973)
- 25 kwietnia 1945 – Robert von Greim (1892–1945)